# قطعنامه ۱۹۶۳ شورای امنیت
قطعنامه  ۱۹۶۳ شورای امنیت سازمان ملل متحد که در تاریخ ۲۰ دسامبر ۲۰۱۰ تصویب شد، سندی بین‌المللی دربارهٔ تهدید صلح و امنیت جهانی به دلیل فعالیت‌های تروریستان است. این قطعنامه طی نشست ۶۴۵۹ام با ۱۵ رای موافق، ۰ مخالف و ۰ ممتنع تصویب شد.